# Ultrasound in Obstetrics & Gynecology
Ultrasound in Obstetrics & Gynecology, abgekürzt Ultrasound Obstet. Gynecol., ist eine wissenschaftliche Fachzeitschrift, die vom Blackwell-Verlag veröffentlicht wird. Die Zeitschrift ist das offizielle Publikationsorgan der International Society for Ultrasound in Obstetrics & Gynecology, sie erscheint derzeit mit zwölf Ausgaben im Jahr. Es werden Arbeiten veröffentlicht, die sich mit der Diagnostik und Anwendung der Sonographie in der Gynäkologie und Geburtshilfe beschäftigen.
Der Impact Factor lag im Jahr 2014 bei 3,853. Nach der Statistik des ISI Web of Knowledge wird das Journal mit diesem Impact Factor in der Kategorie Akustik an dritter Stelle von 31 Zeitschriften, in der Kategorie Geburtshilfe und Gynäkologie an sechster Stelle von 79 Zeitschriften und in der Kategorie Radiologie, Nuklearmedizin und medizinische Bildgebung an 16. Stelle von 125 Zeitschriften geführt.